# Людвік Цвіклінський
Людвік Цвіклінський (пол. Ludwik Ćwikliński; 17 серпня 1853, Гнезно — 3 жовтня 1942, Краків) — польський класичний філолог та античник, професор і ректор Львівського університету (1893—1894), редактор журналу «Eos» (1894—1901), міністр освіти у Відні (1917—1919).

## Навчання та діяльність
Навчався у Вроцлавському та Берлінському університетах. Довгий час працював у Львівському університеті. Читав лекції з класичної філології у Вільнюському університеті (1920), був почесним професором університету Познані та Ягеллонського університету в Кракові. Займався історіографією, грецькою поезією, польсько-латинською літературою, цікавився археологічними відкриттями.
Професор Л. Цвіклінський був ректором Львівського університету, а згодом міністром освіти Австро-Угорщини.
1888 року заснував львівське Літературне товариство імені Адама Міцкевича. 1897 року товариство створило спеціальний комітет для організації святкування столітнього річниці народження поета (1898). Комітет мав дев'ять секцій: шкільну, жіночу, мистецьку, урочисту, робочу, молодіжну, фінансову, пожертвувань, преси. Згодом комісію і комітет очолив Людвік Цвіклінський (1898—1899).
Франко добре знав Цвіклінського, оскільки відвідував його заняття, та і загалом їхні стосунки були досить теплими.
Людвіка Цвіклінського донині називають серед провідних львівських мовників-латиністів його доби.

## Археологічний музей
Професор Цвіклінський у 1880 році започаткував у стінах Львівського університету короля Яна Казимира Археологічний кабінет, у якому частково власними стараннями, а частково з допомогою меценатів помістив колекцію старожитностей, суттєвою частиною якої були матеріали розкопок історика Ізидора Шараневича. Експозиція служила ресурсом для навчання студентів і містила як оригінальні знахідки, так і копії, малюнки, відбитки предметів стародавніх часів та античності. У 1898 році на клопотання проф. Цвіклінського збірка кабінету класичної археології отримала інше, окреме приміщення, яке раніше займав фізичний факультет. У 1899 році проф. Цвіклінський провів інвентаризацію колекції, щоб вона краще служила і студентам класичної філології, і історикам.